# Nancy Roman
Pour les articles homonymes, voir Roman.
Nancy Grace Roman est une astronome américaine, née le 16 mai 1925 à Nashville (Tennessee) et morte le 25 décembre 2018 à Germantown (Maryland). C'est l’une des premières femmes cadres à la NASA et reconnue comme la « mère de Hubble » (le télescope spatial). Tout au long de sa carrière, Nancy Roman a été une conférencière et une enseignante très active qui a toujours défendu la place des femmes dans les sciences.

## Biographie

### Jeunesse et études
Nancy Roman est la fille d'une professeur de musique Georgia Smith Roman et d'un géophysicien Irwin Roman. Elle considère ses parents comme ayant eu une grande influence dans son intérêt pour la science. Dès l’âge de 11 ans, elle manifeste un intérêt pour l’astronomie en créant un club d’astronomie. Avec ses camarades de classe, elle apprend les constellations à partir de livres lors de rencontres hebdomadaires . Bien que découragée par son entourage, elle sait depuis ses études secondaires qu’elle veut poursuivre sa passion pour l’astronomie. Elle fréquente le Western High School (en) à Baltimore dans un programme accéléré d’où elle sortira diplômée en trois ans.  
Elle obtient son Bachelor of Arts au Swarthmore College en 1946. Durant ses études, elle travaille au Sproul Observatory (en). Elle obtient par la suite un doctorat en astronomie à l'université de Chicago en 1949. Elle continue de travailler pendant six ans pour l'Observatoire Yerkes, voyageant à l’occasion au McDonald Observatory (Texas) pour travailler en tant que chercheuse associée avec W. W. Morgan. Comme la position de chercheur n’est pas un poste permanent, elle devient enseignante puis professeure assistante. Elle quittera finalement cet emploi compte tenu des difficultés pour une femme d’obtenir un poste de chercheuse à l'époque.

### Carrière
Alors que Nancy Roman travaille à l'Observatoire Yerkes de l’université de Chicago, elle observe l’étoile AG Draconis (en) et découvre que son spectre d’émission a changé de manière significative depuis les dernières observations de cette étoile. Elle attribuera plus tard cette découverte au fruit du hasard, découverte qui contribua de façon importante à la progression de sa carrière en astrophysique.    
Après avoir quitté l’université de Chicago, elle rejoint ensuite le programme de radioastronomie du Naval Research Laboratory à Washington. Son travail au NRL inclut l’utilisation de spectre de source radio non-thermique et la géodésie. Elle devient directrice de la section de spectroscopie micro-onde.    

#### NASA
Lors d’une conférence par Harold Urey, Nancy Roman est approchée par Jack Clark qui lui demande si elle connaît quelqu’un d'intéressé par la création d'un programme d’astronomie spatiale à la NASA. Elle interprète cette demande comme une invitation à postuler elle-même et sera sélectionnée pour la tâche. Elle entre à la NASA en 1959. Elle est la première à diriger le département d'astronomie de l'Office of Space Science (Bureau des sciences spatiales) et instaure ainsi le programme initial. Ceci fait d'elle la première femme à occuper un poste de direction à la NASA. Une partie de son travail consiste à voyager à travers le pays et à présenter le programme en développement aux différents départements d’astronomie. À cette occasion, elle écoute les demandes des astronomes et les informe des avantages de l’observation à partir de l’espace. De 1961 à 1963, elle dirige le département d’astronomie et de physique solaire à la NASA. Elle occupe différentes positions à la NASA, incluant directrice du département d’astronomie et de relativité.

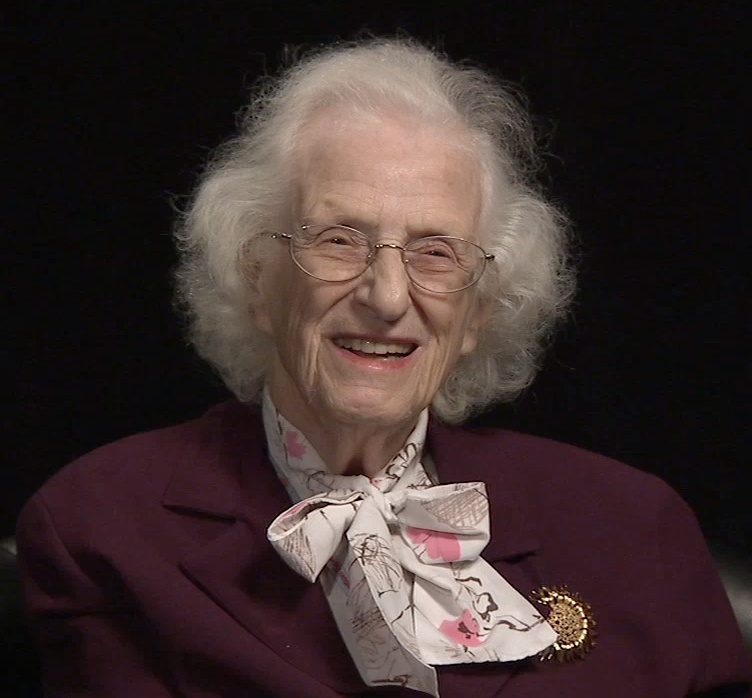
Nancy Roman en 2015.

Au cours de ses années passées à la NASA, Nancy Roman développe de nombreux programmes et organise la participation scientifique à ceux-ci. Elle est impliquée dans le lancement de trois Orbiting Solar Observatories ainsi que de trois Small Astronomical Satellites, observant en ultraviolet et en rayons X. Elle supervise également le lancement d’autres Orbiting Astronomical Observatories qui observent dans le visible et dans l'ultraviolet et travaille en collaboration avec Dixon Ashworth. De plus, elle travaille sur quatre satellites géodésiques, ainsi que sur plusieurs programmes (Astronomy Rocket Program, High Energy Astronomy Observatories, le “Scout Probe” permettant de mesurer le décalage vers le rouge gravitationnel) et sur des expériences sur Spacelab, Gemini, Apollo et Skylab.
Le dernier programme qu’elle instaure et dans lequel elle est très impliquée est le télescope spatial Hubble, mis en service en 1990. C’est grâce à son implication dans la mise en place de la structure de ce programme qu’elle est reconnue comme la « Mère de Hubble ».
Après vingt-et-un ans de travail pour la NASA, elle continue  jusqu’en 1997 son travail pour les entrepreneurs supportant le Goddard Space Flight Center. Nancy Roman est également consultante pour ORI, Inc. de 1980 à 1988.
Tout au long de sa carrière, Nancy Roman est confrontée aux problèmes reliés à la place des femmes en sciences lors du milieu du vingtième siècle. Malgré le fait que son entourage la décourage de poursuivre une carrière en astronomie, elle sera l’une des rares femmes à la NASA à cette époque et sera la seule femme à exercer des responsabilités de direction.

## Récompenses
Nancy Roman reçoit de nombreuses récompenses tout au long de sa carrière.
- Federal Woman’s Award en 1962.
- One of 100 Most Important Young People, Life magazine en 1962.
- Exceptional Scientific Achievement Medal (en) NASA en 1969.
- William Randolph Lovelace II, American Astronaut Association en 1980.
- Doctorats honoris causa du Russell Sage College (en), Hood College (en), Bates College, et Swarthmore College
- L'astéroïde (2516) Roman est nommé en son honneur.
- La bourse The Nancy Grace Roman Technology Fellowship in Astrophysics de la NASA est nommée en son honneur.
- En mai 2020, la NASA renomme en son honneur le Wide Field Infrared Survey Telescope (WFIRST), qui porte alors le nom de télescope spatial Nancy-Grace-Roman[10].